# Cadence
Cadence: The Independent Journal of Creative Improvised Music es una revista trimestral de jazz, blues y música improvisada. La revista cubre una variedad de estilos, desde los primeros jazz y blues hasta la vanguardia. El crítico e historiador Bob Rusch fundó la revista mensual en 1976 y se desempeñó como editor y editor coordinador hasta 2011. El músico David Haney se convirtió en editor y editor en 2012.

## Historia
Cadence comenzó a publicarse en 1976. La empresa matriz original de la revista, Cadnor, Ltd. (con sede en Redwood, Nueva York),  también posee un par de sellos discográficos de jazz (CIMP y Cadence Jazz), una distribuidora de discos (Cadence/North Country) y una empresa minorista de equipos de audio (Northcountry Audio). La revista se publicó mensualmente  hasta octubre de 2007, cuando pasó a tener una programación trimestral con aumento de páginas.
En enero de 2011, Bob Rusch anunció que Cadence dejaría de publicarse en la edición de octubre-diciembre de 2011, mientras que otros esfuerzos, como CIMP, Cadence Jazz y North Country continuarían. Sin embargo, en agosto, el boletín informativo por correo electrónico de Cadence anunció que la revista continuaría, bajo un nuevo liderazgo, después de 2011 (todos los demás negocios de Cadence y North Country permanecerían bajo la dirección actual). En octubre, Cadence anunció que David Haney, un músico de jazz y colaborador de Cadence con sede en Richland, Oregón, se convertiría en editor. En enero de 2012, el formato cambió a una revista en línea (en formato de documento portátil (PDF)), con una edición impresa anual.
The All Music Guide to Jazz describió a Cadence como "la principal revista sobre música improvisada en el mundo... La historia oral, las entrevistas y los perfiles de Cadence cada mes son exhaustivos y sin restricciones... La revista no debe ser omitido."